# Pamela Wilson
Pamela Wilson Ennismore (ur. 27 czerwca 1981) – kanadyjska zapaśniczka. Zajęła dwunaste miejsce na mistrzostwach świata w 2002. Złoty medal na mistrzostwach panamerykańskich w 2009 i srebrny w 2007. Czwarta w Pucharze Świata w 2001. Mistrzyni Wspólnoty Narodów w 2003. Najlepsza na akademickich mistrzostwach świata w 2002 i trzecia w 2006. Brąz na MŚ juniorów w 2001 roku. Biega w półmaratonach.